# Noruega en los Juegos Olímpicos de México 1968
Noruega estuvo representada en los Juegos Olímpicos de México 1968 por un total de 46 deportistas que compitieron en 11 deportes.  
La portadora de la bandera en la ceremonia de apertura fue la atleta Berit Berthelsen.

## Medallistas
El equipo olímpico noruego obtuvo las siguientes medallas:
| Nombre                                              | Deporte    | Competición |
| --------------------------------------------------- | ---------- | ----------- |
| Oro                                                 |            |             |
| Egil Søby Steinar Amundsen Tore Berger Jan Johansen | Piragüismo | K4 1000 m M |
| Plata                                               |            |             |
| Peder Lunde Per-Olav Wiken                          | Vela       | Star M      |
| Bronce                                              |            |             |
| —                                                   |            |             |